# Ponte-diga di Melide
Il ponte-diga di Melide è un'infrastruttura stradale e ferroviaria ubicata in Canton Ticino (Svizzera), che collega le due sponde del lago di Lugano, tra i comuni di Melide (da cui prende il nome) e Bissone.
Sviluppato in corrispondenza di una morena naturale, che riduce la distanza tra le rive, fu progettato dall'ingegnere Pasquale Lucchini (1798-1892) e costruito dal 1844 al 1847, inizialmente solo a uso carrabile, per consentire alla strada cantonale 2 proveniente da Giebenach di proseguire fino a Chiasso. Le due sponde lacustri vennero congiunte allungando la morena attraverso un terrapieno e completando l'allacciamento con un "vero" ponte ad archi, così da non precludere del tutto il passaggio delle imbarcazioni.
Nel 1874 venne aggiunta l'infrastruttura ferroviaria, che consentì di portare fino al Mendrisiotto la linea del Gottardo. Nella seconda metà degli anni 1960 il ponte fu ulteriormente potenziato, diventando parte dell'autostrada A2 Basilea-Chiasso; in virtù di queste aggiunte, l'infrastruttura ha creato di fatto un vero e proprio sbarramento che divide in due il lago di Lugano, separando il bacino sud-occidentale da quello nord-orientale, in quanto la parte di ponte "propriamente detta" tra i due lati della morena permette unicamente il passaggio di piccole imbarcazioni.
Attraversato giornalmente da circa 77 000 veicoli, il ponte-diga è una via di comunicazione strategica per il Canton Ticino: in passato, infatti, Lugano era raggiungibile via terra da sud solo passando da Porlezza/Gandria o da Ponte Tresa, mentre arrivando a Melide era necessario utilizzare un traghetto che faceva la spola da e per Bissone. Con l'apertura del ponte, il Mendrisiotto e la Lombardia nord-occidentale hanno potuto beneficiare di una via d'accesso assai più diretta sia al resto del Canton Ticino, sia alla Svizzera tutta.

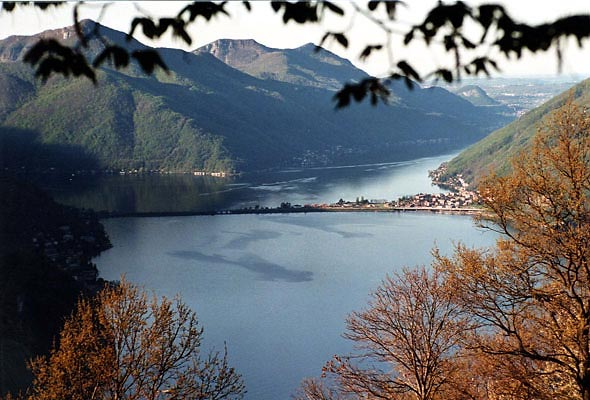
Il ponte visto da nord

| Infrastruttura                            |
| ----------------------------------------- |
| Autostrada A2 Chiasso ⇐⇒ Basilea          |
| Ferrovia del Gottardo Chiasso ⇐⇒ Immensee |
| Strada principale 2 Chiasso ⇐⇒ Giebenach  |